# Meilenstein (Darmstadt)
Der historische Meilenstein in Darmstadt aus Odenwälder Buntsandstein stammt aus dem 19. Jahrhundert. Der große Meilenstein steht ca. 80 m südöstlich vom Böllenfalltor am Fuße des Herrgottsberges.
Der Meilenstein ist ca. 110 cm hoch und hat einen Durchmesser von ca. 40 cm.
Die Oberseite ist leicht gewölbt.
Ursprünglich stand er an der Nieder-Ramstädter Chaussee (heute: Nieder-Ramstädter Straße bzw. Bundesstraße 449). Durch die Verschiebung der Landstraße um das Jahr 1900 nach Norden steht der Stein heute etwas abseits der Straße im Darmstädter Ostwald.
Der Meilenstein steht aus architektonischen und stadtgeschichtlichen Gründen unter Denkmalschutz.